# Nigella Lawson
Nigella Lucy Lawson (Londen, 6 januari 1960) is een Engelse presentatrice en publiciste, vooral bekend van haar kookrubrieken en kookprogramma's.
Nigella is de dochter van Nigel Lawson (Baron Lawson van Blaby) en Vanessa Salmon (overleden aan leverkanker op 48-jarige leeftijd). Andere kinderen uit dit huwelijk zijn Dominic (1957, tot 2005 werkzaam als redacteur van The Sunday Times), Thomasina (1962, overleden in 1994 aan borstkanker) en Horatia (1966). Nigella Lawson studeerde middeleeuwse en moderne talen aan de Universiteit van Oxford, waarna ze zich begaf op het gebied van journalistiek. Ze heeft hier een aantal bijdragen geleverd, onder andere als assistent literair redactrice bij The Sunday Times, en later als freelancer bij The Guardian, The Daily Telegraph en Time Magazine.
Haar binding met koken en de media begon toen zij columniste van de restaurantrubriek werd in The Spectator en later bij Vogue. In 1998 werd haar eerste kookboek gepubliceerd: Hoe te eten. Daarna presenteerde ze in 2001 op Channel 4 een kookprogramma genaamd Nigella bites, gevolgd in 2002 door Forever summer with Nigella. In 2012 maakte ze Nigellissima voor de BBC.
In 1992 ontmoette en huwde zij John Diamond, haar toenmalige collega bij The Sunday Times. Ze hebben twee kinderen. Diamond kreeg keelkanker en hij overleed in 2001. In september 2003 trad Lawson in het huwelijk met Charles Saatchi, medeoprichter van het reclamebureau Saatchi en Saatchi. In 2013 kwam Saatchi negatief in het nieuws door mogelijke mishandelingen van zijn vrouw Nigella. Zo greep hij haar publiekelijk bij de keel. Op 7 juli 2013 werd bekendgemaakt dat de twee gingen scheiden.
In 2013 begon Lawson met het kookprogramma The Taste voor de Amerikaanse zender ABC. Een jaar later volgde de Britse versie voor Channel 4. Door tegenvallende kijkcijfers werden beide programma's in 2015 stopgezet. Later dat jaar begon Lawson voor de BBC met Simply Nigella.
Voor de Australische versie van MasterChef was Lawson regelmatig te gast als jurylid.